# Tyrrell 025

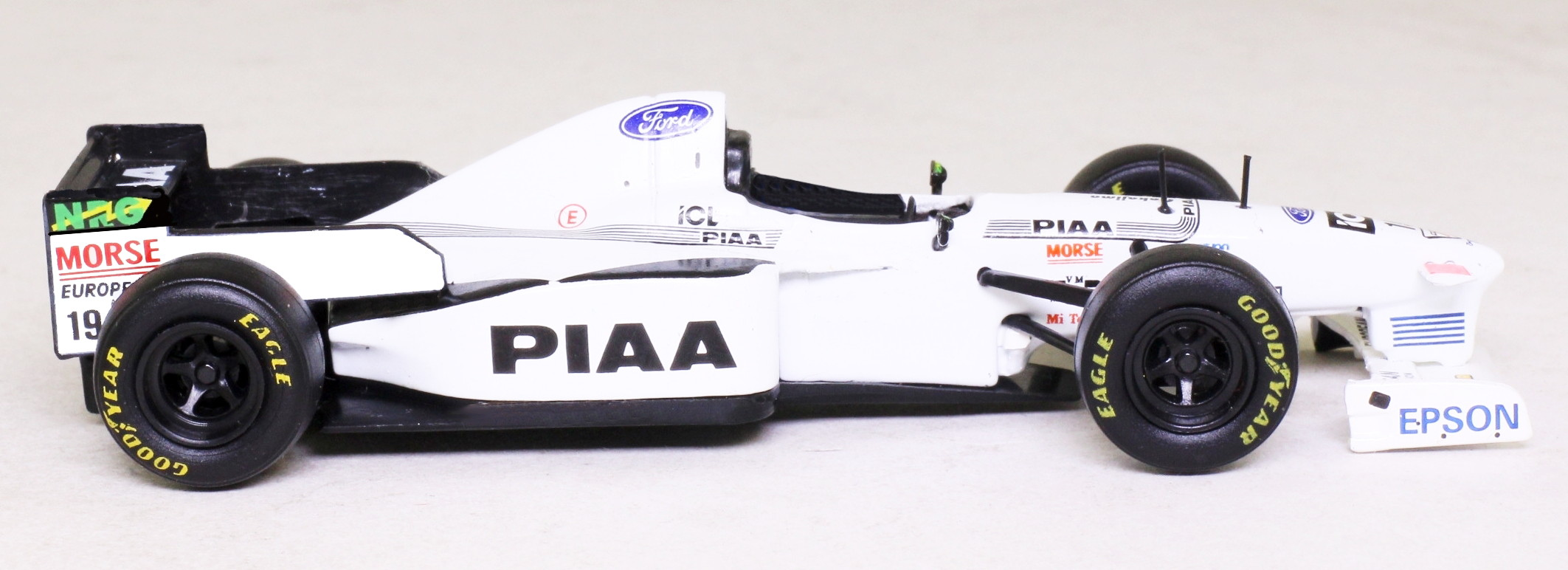
Modellino di una Tyrrell 025

La Tyrrell 025 fu la vettura della scuderia Tyrrell che corse nel campionato di Formula 1 nel 1997. La vettura era guidata da Mika Salo e Jos Verstappen.

## Caratteristiche tecniche
Progettata da Harvey Postlethwaite e Mike Gascoyne, la 025 era costruita sul modello della 024, con alcune piccole differenze legate soprattutto all'aerodinamica. La vettura presentava infatti un alettone anteriore totalmente diverso da tutte le altre rivali, con una parte centrale compatta unita direttamente al resto dell'auto, e alcuni profili alari presenti nei pressi dell'abitacolo. La vettura montava inoltre motore Cosworth, più affidabile rispetto al Yamaha, ma inferiore in termini di prestazioni.

## La stagione
La monoposto nel complesso si rivelò meno performante della sua antenata e in più occasioni fu più lenta anche della Minardi; ancora una volta gli unici risultati del team vennero conquistati da Salo, che questa volta riuscì ad andare a punti solamente a Montecarlo dove giunse 5°, riuscendo peraltro a non effettuare soste grazie alla forte pioggia (che aveva costretto i piloti a tenere un ritmo basso e aveva comportato la conclusione anticipata della corsa), portando gli ultimi 2 punti alla gloriosa scuderia. A fine stagione Ken Tyrrell vendette la squadra al gruppo British American Racing, che l'avrebbe poi ridenominata BAR a partire dal 1999.

### Risultati completi
| Anno | Vettura | Motore          | Gomme | Piloti     |     |    |     |    |   |     |     |     |     |     |     |     |     |     |     |     |    |  |  |  |  |  |  |  | Punti | Pos. |
| ---- | ------- | --------------- | ----- | ---------- | --- | -- | --- | -- | - | --- | --- | --- | --- | --- | --- | --- | --- | --- | --- | --- | -- |  |  |  |  |  |  |  | ----- | ---- |
| 1997 | 025     | Ford ED4 3.0 V8 | G     | Verstappen | Rit | 15 | Rit | 10 | 8 | 11  | Rit | Rit | Rit | 10  | Rit | Rit | Rit | 12  | Rit | 13  | 16 |  |  |  |  |  |  |  | 2     | 10º  |
| 1997 | 025     | Ford ED4 3.0 V8 | G     | Salo       | Rit | 13 | 8   | 9  | 5 | Rit | Rit | Rit | Rit | Rit | 13  | 11  | Rit | Rit | 10  | Rit | 12 |  |  |  |  |  |  |  | 2     | 10º  |